# Robin Maconie
Robin John Maconie (født 22. oktober 1942 i Auckland, New Zealand) er en new zealandsk komponist, pianist, dirigent, professor, lærer og forfatter.
Maconie studerede musiklitteratur og musikhistorie på Victoria Universitetet. Han studerede komposition hos Olivier Messiaen på Musikkonservatoriet i Paris (1963-1964), og kompositions teknik til filmmusik hos Bernd Alois Zimmermann på Musikkonservatoriet i Köln (1964-1965), og senere på kurser hos bl.a. Karlheinz Stockhausen og Henri Pousseur.
Han har skrevet orkesterværker, kammermusik, korværker, elektroniskmusik, instrumentalstykker for mange instrumenter, filmmusik, etc. Maconie emigrerede til England (1974), og blev professor og lærer i komposition på Southampton University og Savannah Universitetet for Kunst og Design i Georgia. Han tog tilbage til New Zealand (2002), hvor han lever i dag som freelancekomponist og forfatter til forskellige tidsskrifter om musik.

## Udvalgte værker
- "Sang" (1962) - for kammerorkester
- "Tårer" (2005) - seks satser  - for strygeorkester
- "Epstein" (1960) - filmmusik - for fløjte, obo og fagot
- Hvem vil være den næste statistisk ?" (1966) - elektroniskmusik